# 三菱Savrin
三菱Savrin是一款由台灣中華汽車工業與三菱汽車在台灣製造與銷售的多功能休旅車。第一代車型為三菱日規車款Chariot Grandis的雙生車。第二代車型在2004年6月推出，基於Chariot Grandis的底盤打造。
此車款以「幸福房車」做為銷售口號，深受具有家庭用車需求的車主喜愛，是台灣熱銷的經典車款之一。同期競爭對手為豐田Wish與馬自達5。

## 第一代車型（2001－2004）
第一代Savrin由中華汽車工業在台灣製造與銷售，是三菱日規車款Chariot Grandis的雙生車。在中華人民共和國以菱紳名稱，由中華汽車工業投資成立的東南汽車製造與銷售。

## 第二代車型（2004－2014）
- 第二代Savrin於2004年推出，配備了全新的外觀設計。此代Savrin僅於台灣販售。
- 第二代Savrin在外觀上最大的特點，便是引入了由奧利佛·寶雷主導設計、俗稱為「寶雷臉」的三菱最新家族化設計，車頭和車尾的部分細節之處也都以圓滑處理，大燈采用了帶透鏡的自動水準調節HID氙氣大燈設計，尾燈也改為了全新樣式，並加入了LED光源，讓第二代SAVRIN充滿科技與前衛風格。
- 内裝鋪陳也一改往日風格，加入了更多時尚與精緻的元素，首先映入眼簾的是四門冷光迎賓踏板、地板和的中控台輔助照明燈，儀表盤也采用了投影式高反差設計，增添更多時尚元素；方向盤采用了和Galant Grunder相同的設計，具有方向盤控制升降檔按鍵及音響快撥鍵的功能，座椅采用進階的Alcantara麂皮+真皮雙拼材質，搭配核桃木紋飾板+霧面金屬一體成型中控面板，在豪華中同樣不失精緻氣氛，配置方面也維持原本的高水準，像是重低音喇叭、三屏DVD等進階配置也出現在了第二代Savrin上。
- 2005年11月，中華三菱為了提昇產品的競爭力，以和其他對手一較高下，終於在長期計畫之後，推出了搭載 2.4 升引擎的 Savrin 以及 Savrin Inspire，最大馬力 162 匹，最大扭力 21.8 公斤米。
- 2009年6月推出小改款，搭載鍍鉻橫條水箱罩、高反差湛藍儀錶板等配備。[3]
- 2009 年式小改款車頭樣式有兩款，分別為鍍鉻雙橫條水箱罩，搭深色網格與燻黑頭燈風格，另一款則是旗艦車型採用的鍍鉻三橫條搭鈦銀頭燈組款式，加上豪華型以上同步換新的 16 吋鋁圈造型，來營造視覺感受的不同，其餘外觀設計則沿用原有款式。
- 小改款也新增含後視鏡記憶功能的八向電動調整座椅，儀表改為湛藍光新式樣，同時，後視鏡也新增自動收折功能，在遙控上鎖與開啟時就作動，車速達 30km/h 以上時，智慧型後視鏡也會自動展開。

## 年度生產、銷售數字
| 年份 | 生產   | 銷售   |
| ---- | ------ | ------ |
| 2001 | 3,191  | 1,574  |
| 2002 | 17,267 | 18,395 |
| 2003 | 22,637 | 21,506 |
| 2004 | 17,576 | 16,325 |
| 2005 | 13,507 | 13,018 |
| 2006 | 5,660  | 6,677  |
| 2007 | 3,663  | 3,870  |

(來源： Facts & Figures 2005, Facts & Figures 2008，三菱汽車網站)

## 外部連結
- 官方網站